# Суоёки
Су́оёки (карел. Suojoki) — посёлок в составе Найстенъярвского сельского поселения Суоярвского района Республики Карелия России. Посёлок расположен между двумя речками — Тарасйоки и Суоёки.

## Население
| 2002 | 2009 | 2010 | 2013 |
| ---- | ---- | ---- | ---- |
| 498  | ↘401 | ↘297 | ↘271 |

## Транспорт
К посёлку подходит автомобильная дорога 86К-357 («Леппяниэми — Суоёки»).
Также имеется фактически бесхозная дорога, ведущая через реку Тарасйоки в сторону посёлков Найстенъярви и Вохтозеро. Летом 2018 года старый деревянный мост через Тарасйоки был разрушен лесовозом. Жителям пришлось самостоятельно заниматься постройкой нового 45-метрового моста. Организацией постройки занимались Виталий Рыжохин из Суоярви, Евгений Зуй, предприниматель Сергей Троцкий и многие жители посёлка, а так же материальную помощь оказывали и другие жители района. Стройка велась с августа 2018 года. Министерство природных ресурсов Карелии вместе с лесозаготовительной компанией «Запкареллес» ходатайствовали о выделении леса, в итоге были выделены брёвна для постройки моста.

### Платформа 22 км

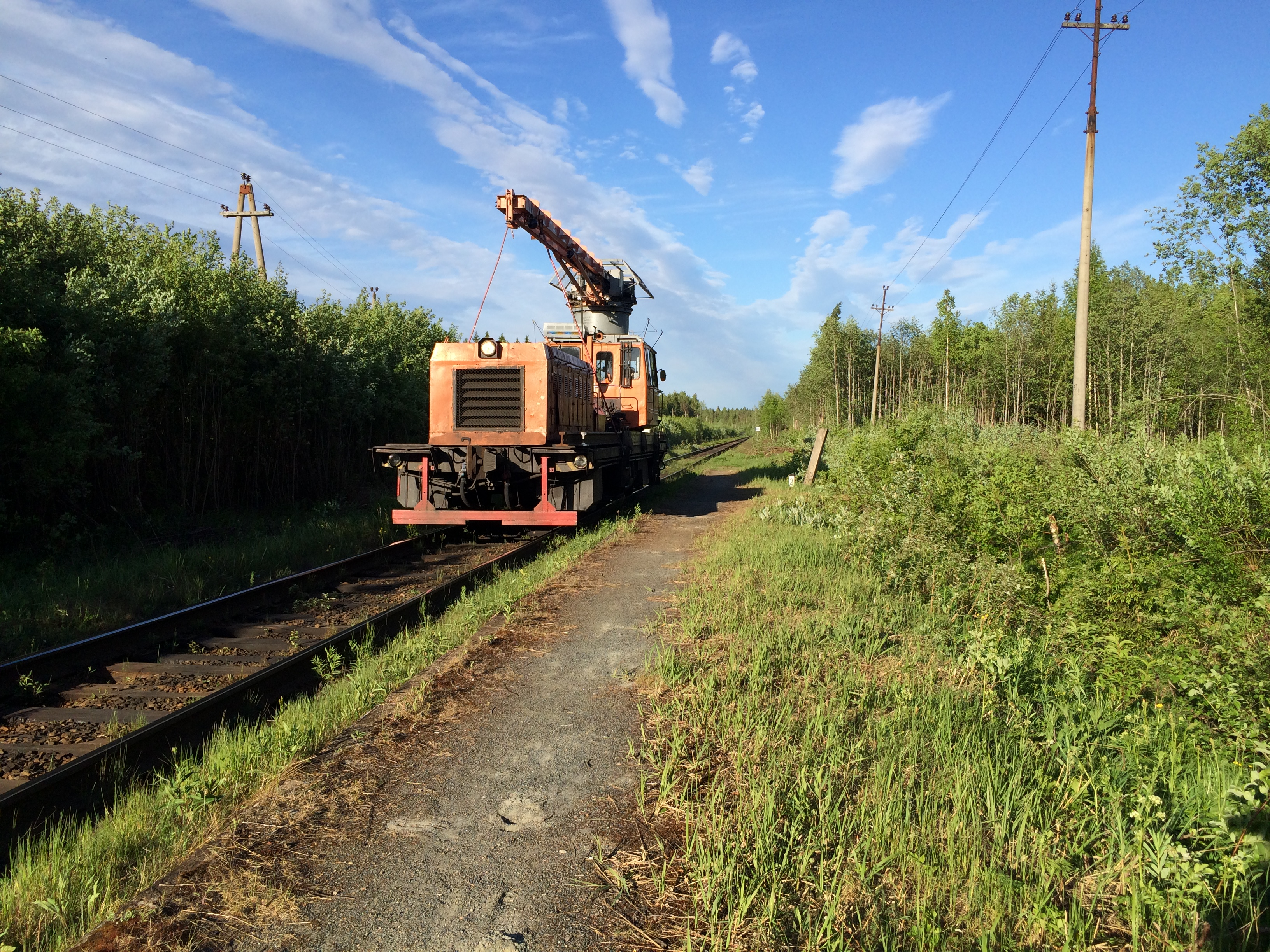
Платформа 22 км

В северной части посёлка располагается остановочный пункт 22 км линии Суоярви I — Костомукша (21,25 км перегона Суоярви II — Найстенъярви). Остановочный пункт открыт в 1956 году в составе первой очереди Западно-Карельской магистрали. Пассажирское здание, пассажирский павильон и билетная касса отсутствуют. Билеты приобретаются в штабном вагоне у начальника поезда. На платформе останавливаются все проходящие пассажирские поезда.
| Сезонное обращение поездов                  |
| ------------------------------------------- |
| Костомукша — Петрозаводск № 680А            |
| Петрозаводск — Костомукша № 680Ч            |
| Костомукша — Анапа № 680А (Бесперес. вагон) |
| Анапа — Костомукша № 293С (Бесперес. вагон) |

| Круглогодичное обращение поездов                    |
| --------------------------------------------------- |
| Костомукша — Санкт-Петербург № 350В                 |
| Санкт — Петербург-Костомукша № 350А                 |
| Костомукша — Петрозаводск № 350В (Бесперес. вагоны) |
| Петрозаводск — Костомукша № 682А (Бесперес. вагоны) |

## Инфраструктура
В посёлке имеется ФАП Суоярвской центральной районной больницы.
Имеется Суоёкский дом культуры Суоярвского культурно-досугового центра.
В посёлке имелся детский сад, закрытый в начале 2000-х. В ноябре 2018 года глава Карелии Артур Парфенчиков обещал местной жительнице Анне Власовой вернуть «попавший под оптимизацию детский сад в посёлке». Марина Кабатюк, пресс-секретарь главы Карелии, сообщила, что для ремонта помещения для детского сада в феврале 2019 года утвердили смету — около 300 тыс. рублей. 1 Марта 2019 года открылась семейная дошкольная группа, структурно относящаяся к Лахколампинской средней школе. В качестве помещений для дошкольной группы использована бывшая муниципальная квартира. В 2024 году семейная дошкольная группа прекратила своё существование.

## Улицы
- ул. Заводская
- ул. Комсомольская
- ул. Ленина
- ул. Лесная
- ул. Набережная
- ул. Октября
- ул. Речная
- ул. Шуйская